# باشگاه فوتبال سنترال کوست مارینرز
باشگاه فوتبال سنترال کوئست مارینرز (به انگلیسی: Central Coast Mariners FC) یک باشگاه فوتبال در شهر سنترال کست در کشور استرالیا می‌باشد که در ای-لیگ استرالیا بازی می‌کند. این تیم در لیگ قهرمانان آسیا ۲۰۱۳ در ابتدا در مرحله گروهی توانست پس از کاشیوا ریسول ژاپن با کسب ۷ امتیاز به مرحله یک‌هشتم نهایی راه پیدا کند.
این باشگاه در سال ۲۰۰۴ تأسیس شده‌است. همچنین این تیم یوسین بولت سریع‌ترین انسان جهان را به عضویت تیم خود درآورد.

## عملکرد در مسابقات AFC
- لیگ قهرمانان آسیا ۲

۲۴–۲۰۲۳: قهرمان